# Morterone
Morterone este o localitate din provincia Lecco (regiunea Lombardia, Italia), situată la circa 50 de kilometri NE de Milano, 7 kilometri NE de orașul Lecco și 16 kilometri de Bergamo. Numele localității provine din latinescul mortarium (staniu).
Morterone a fost localiltatea cu cel mai mic număr de locuitori din toată Italia, însă faptul că niste familii au decis să se mute în localitate și au avut copii a făcut ca Morterone să piardă această poziție în favoarea localității Pedesina (care are doar 33 de locuitori).

## Așezare geografică și transport

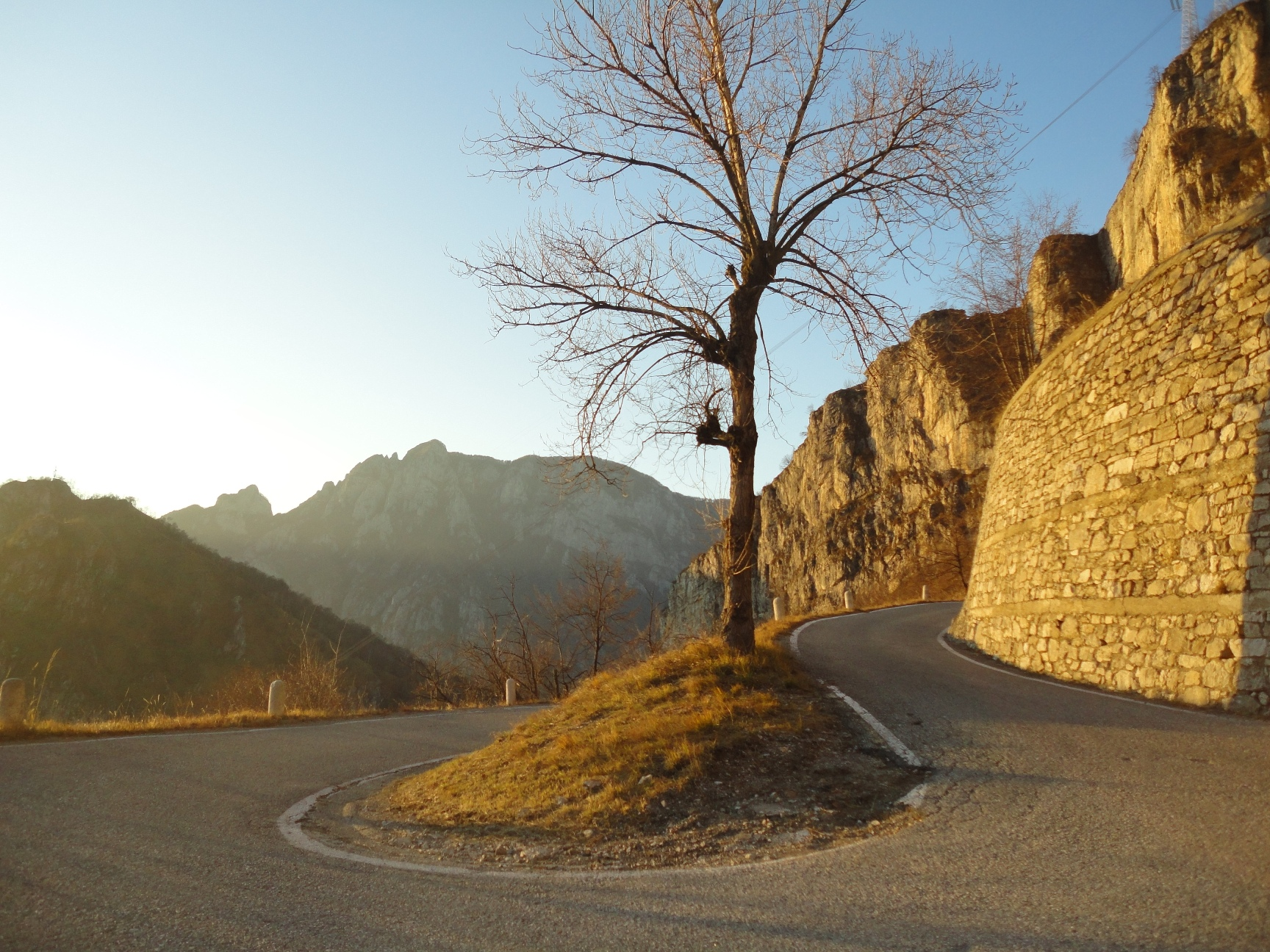
Drumul către Morterone

Morterone se învecinează cu următoarele localități: Ballabio, Brumano, Cassina Valsassina, Cremeno, Lecco, Moggio, Vedeseta.
Localitatea are o biserică proprie, dar nu are nicio școală, copiii frecventând școlile din Ballabio sau Lecco, cu ajutorul serviciul "Transport școlar" sau cu mașinile private.
Fiind situat la baza muntelui Resegone din Alpii Bergamezi, pentru a ajunge la Morterone trebuie parcurs un drum sinuos care străbate masivul Monte due mani. Drumul asfaltat este destul de îngust și nu permite circulația autovehiculelor în ambele sensuri simultan. Trebuie menționat faptul că drumul nu continuă după Morterone, limitând orice altă cale terestră de acces. Localitatea are însă un helioport.

## Demografie
Morterone - evoluția demografică

|  | Graficele sunt indisponibile din cauza unor probleme tehnice. Mai multe informații se găsesc la Phabricator și la wiki-ul MediaWiki. |

Date: Recensăminte sau birourile de statistică - grafică realizată de Wikipedia